# Daniel Dubois
Daniel Dubois (Greenwich, 6 settembre 1997) è un pugile britannico.
Soprannominato "Dynamite" oppure "Triple D", si segnala a livello regionale alla fine degli anni duemiladieci con la vittoria del titolo inglese, europeo WBO e del Commonwealth dei pesi massimi. Nel 2022 conquista il titolo mondiale WBA di categoria, perso l'anno successivo in un incontro di unificazione con il campione in carica Usyk.
Diviene campione IBF ad interim dopo aver battuto il croato Hrgovic in un’eliminatoria per il titolo e successivamente viene promosso campione effettivo a seguito del fatto che Usyk rese vacante la cintura appartenente alla suddetta sigla. 
Il 22 settembre 2024 affronta Anthony Joshua per il titolo, difendendolo per la prima volta e vincendo per Ko alla 5ª ripresa.

## Biografia
Nato nel quartiere londinese di Greenwich, la famiglia paterna proviene dall'America centrale, più precisamente dallo Stato di Grenada, nel mar dei Caraibi. Cresciuto all'interno di una famiglia numerosa, è fratello maggiore di Caroline, Prince e Solomon, tutti pugili.

## Carriera professionale
Dubois compie il suo debutto da professionista a 19 anni l'8 aprile 2017, sconfiggendo il britannico Marcus Kelly per KO alla prima ripresa.

### Campione dei pesi massimi IBF

#### Dubois vs. Joshua
Il 26 giugno 2024, Dubois, campione ad interim dei pesi massimi IBF fu elevato allo status di campione a tutti gli effetti dopo che il titolo era stato reso vacante da Oleksandr Usyk. Lo stesso giorno, fu annunciato che Anthony Joshua lo avrebbe sfidato per il titolo il 21 settembre 2024 al Wembley Stadium di Londra. Dubois mantenne il titolo sconfiggendo Joshua per KO al quinto round dopo una prestazione dominante. Il risultato fu considerato una grossa sorpresa, dato che Dubois era dato per sfavorito alla viglia del match.

## Risultati
| N. | Risultato | Record | Avversario        | Metodo | Data              | Round, tempo  | Località                                           | Note |
| -- | --------- | ------ | ----------------- | ------ | ----------------- | ------------- | -------------------------------------------------- | --- |
| 25 | Sconfitta | 22-3   | Oleksandr Usyk    | KO     | 19 luglio 2025    | 9 (12), 1:13  | Tarczynksi Arena, Breslavia, Polonia               | Incontro valevole per il titolo WBA (super), WBO, IBO e The Ring dei pesi massimi                                                                     |
| 24 | Vittoria  | 22–2   | Anthony Joshua    | KO     | 21 settembre 2024 | 5 (12), 0:59  | Wembley Stadium, Londra, Inghilterra               | Mantiene il titolo IBF dei pesi massimi |
| 23 | Vittoria  | 21–2   | Filip Hrgović     | TKO    | 1º giugno 2024    | 8 (12), 0:57  | Kingdom Arena, Riad, Arabia Saudita                | Vince il vacante titolo IBF interim dei pesi massimi                                                                                                  |
| 22 | Vittoria  | 20–2   | Jarrell Miller    | TKO    | 23 dicembre 2023  | 10 (10), 2:52 | Kingdom Arena, Riad, Arabia Saudita                | |
| 21 | Sconfitta | 19–2   | Oleksandr Usyk    | KO     | 26 agosto 2023    | 9 (12), 1:48  | Stadion Wrocław, Breslavia, Polonia                | Incontro valevole per i titoli WBA (Super), IBF, WBO, IBO e The Ring dei pesi massimi                                                                 |
| 20 | Vittoria  | 19–1   | Kevin Lerena      | TKO    | 3 dicembre 2022   | 3 (12), 3:00  | Tottenham Hotspur Stadium, Londra, Inghilterra     | Mantiene il titolo WBA (Regular) dei pesi massimi |
| 19 | Vittoria  | 18–1   | Trevor Bryan      | KO     | 11 giugno 2022    | 4 (12), 1:58  | Casino Miami, Miami, Florida, US                   | Vince il titolo WBA (Regular) dei pesi massimi |
| 18 | Vittoria  | 17–1   | Joe Cusumano      | TKO    | 29 agosto 2021    | 1 (10), 2:10  | Rocket Mortgage FieldHouse, Cleveland, Ohio, US    | |
| 17 | Vittoria  | 16–1   | Bogdan Dinu       | KO     | 5 giugno 2021     | 2 (12), 0:31  | Telford International Centre, Telford, Inghilterra | Vince il vacante titolo WBA interim dei pesi massimi                                                                                                  |
| 16 | Sconfitta | 15–1   | Joe Joyce         | KO     | 28 novembre 2020  | 10 (12), 0:36 | Church House, Londra, Inghilterra                  | Perde i titoli British, Commonwealth, WBC Silver e WBO International dei pesi massimi; incontro valido per il vacante titolo europeo dei pesi massimi |
| 15 | Vittoria  | 15–0   | Ricardo Snijders  | TKO    | 29 agosto 2020    | 2 (12), 0:20  | BT Sport Studios, Londra, Inghilterra              | Mantiene il titolo WBO International dei pesi massimi                                                                                                 |
| 14 | Vittoria  | 14–0   | Kyotaro Fujimoto  | KO     | 21 dicembre 2019  | 2 (12), 2:10  | Copper Box Arena, Londra, Inghilterra              | Mantiene il titolo WBO International dei pesi massimi; Vince il vacante titolo WBC Silver dei pesi massimi                                            |
| 13 | Vittoria  | 13–0   | Ebenezer Tetteh   | TKO    | 27 settembre 2019 | 1 (12), 2:10  | Royal Albert Hall, Londra, Inghilterra             | Vince i titoli vacanti Commonwealth e WBO International dei pesi massimi                                                                              |
| 12 | Vittoria  | 12–0   | Nathan Gorman     | KO     | 13 luglio 2019    | 5 (12), 2:41  | The O2 Arena, Londra, Inghilterra                  | Vince il vacante titolo britannico dei pesi massimi                                                                                                   |
| 11 | Vittoria  | 11–0   | Richard Lartey    | KO     | 27 aprile 2019    | 4 (10), 1:50  | Wembley Arena, Londra, Inghilterra                 | Vince il vacante titolo WBO Global dei pesi massimi                                                                                                   |
| 10 | Vittoria  | 10–0   | Răzvan Cojanu     | KO     | 8 marzo 2019      | 2 (10), 2:48  | Royal Albert Hall, Londra, Inghilterra             | Vince il vacante titolo WBO European dei pesi massimi                                                                                                 |
| 9  | Vittoria  | 9–0    | Kevin Johnson     | PTS    | 6 ottobre 2018    | 10            | Leicester Arena, Leicester, Inghilterra            | |
| 8  | Vittoria  | 8–0    | Tom Little        | TKO    | 23 giugno 2018    | 5 (10), 0:58  | The O2 Arena, Londra, Inghilterra                  | Vince il vacante titolo inglese dei pesi massimi |
| 7  | Vittoria  | 7–0    | DL Jones          | TKO    | 24 febbraio 2018  | 3 (10), 2:23  | York Hall, Londra, Inghilterra                     | Mantiene il titolo Southern Area dei pesi massimi |
| 6  | Vittoria  | 6–0    | Dorian Darch      | TKO    | 9 dicembre 2017   | 2 (10), 0:51  | Copper Box Arena, Londra, Inghilterra              | |
| 5  | Vittoria  | 5–0    | AJ Carter         | KO     | 16 settembre 2017 | 1 (10), 0:48  | Copper Box Arena, Londra, Inghilterra              | Vince il vacante titolo Southern Area dei pesi massimi                                                                                                |
| 4  | Vittoria  | 4–0    | Mauricio Barragan | KO     | 8 luglio 2017     | 2 (10), 1:41  | Copper Box Arena, Londra, Inghilterra              | Vince il vacante titolo WBC Youth dei pesi massimi |
| 3  | Vittoria  | 3–0    | David Howe        | KO     | 20 maggio 2017    | 1 (4), 0:40   | Copper Box Arena, Londra, Inghilterra              | |
| 2  | Vittoria  | 2–0    | Blaise Mendouo    | TKO    | 22 aprile 2017    | 2 (4), 0:48   | Leicester Arena, Leicester, Inghilterra            | |
| 1  | Vittoria  | 1–0    | Marcus Kelly      | TKO    | 8 aprile 2017     | 1 (4), 0:35   | Manchester Arena, Manchester, Inghilterra          | |